# Sibylla Prieß-Crampe
Sibylla Prieß-Crampe, geborene Sibylla Crampe, auch Sibylla Prieß (* 13. August 1934 in Halle an der Saale; † 8. Juli 2024), war eine deutsche Mathematikerin, die sich mit Geometrie und Algebra befasste.

## Leben
Sibylla Prieß-Crampe wurde 1958 bei Günter Pickert an der Eberhard-Karls-Universität Tübingen promoviert (Angeordnete projektive Ebenen) und wurde die erste Mitarbeiterin im Zentralinstitut für Angewandte Mathematik (ZAM) des Forschungszentrums Jülich. Sie habilitierte sich 1967 an der Universität Gießen. Ab 1972 war sie an der Ludwig-Maximilians-Universität München, wo sie seit 1978 Professorin für Mathematik war (emeritiert seit 2000).
Sie befasste sich mit angeordneten und bewerteten geometrischen und algebraischen Strukturen und deren topologischen Aspekten (zum Beispiel Topologische projektive Ebene). 1983 veröffentlichte sie darüber eine Monographie, die auf Anregung von Reinhold Baer entstand.
Mit Paulo Ribenboim forschte sie an einer allgemeinen Theorie ultrametrischer Räume.

## Schriften
- Schließungssätze in projektiven Ebenen und dichten Teilebenen, Archiv der Mathematik, Band 11, 1960 (als Sibylla Crampe)
- Angeordnete projektive Ebenen, Mathematische Zeitschrift, Band 69, 1958, S. 435–462 (als S. Crampe), SUB Göttingen
- Archimedisch angeordnete projektive Ebenen, Mathematische Zeitschrift, Band 99, 1967, S. 305–348, (als Priess-Crampe) SUB Göttingen
- Angeordnete Strukturen. Gruppen, Körper, projektive Ebenen (= Ergebnisse der Mathematik und ihrer Grenzgebiete. Band 98). Springer, Berlin/Heidelberg/New York 1983, ISBN 3-540-11646-X[4]
- Der Banachsche Fixpunktsatz für ultrametrische Räume, Results in Mathematics, Band 18, 1990, S. 178–186
- mit P. Ribenboim, Fixed Points, Combs and Generalized Power Series, Abh. Math. Sem. Hamburg, Band 63, 1993, S. 227–244
- Some Results of Functional Analysis for Ultrametric Spaces and Valued Vector Spaces, Geometria Dedicata, Band 58, 1995, S. 79–90
- mit P. Ribenboim, Generalized Ultrametric Spaces, 2 Teile, Abh. Math. Sem. Hamburg, 1996, 1997